# Aartsbisdom Lyon

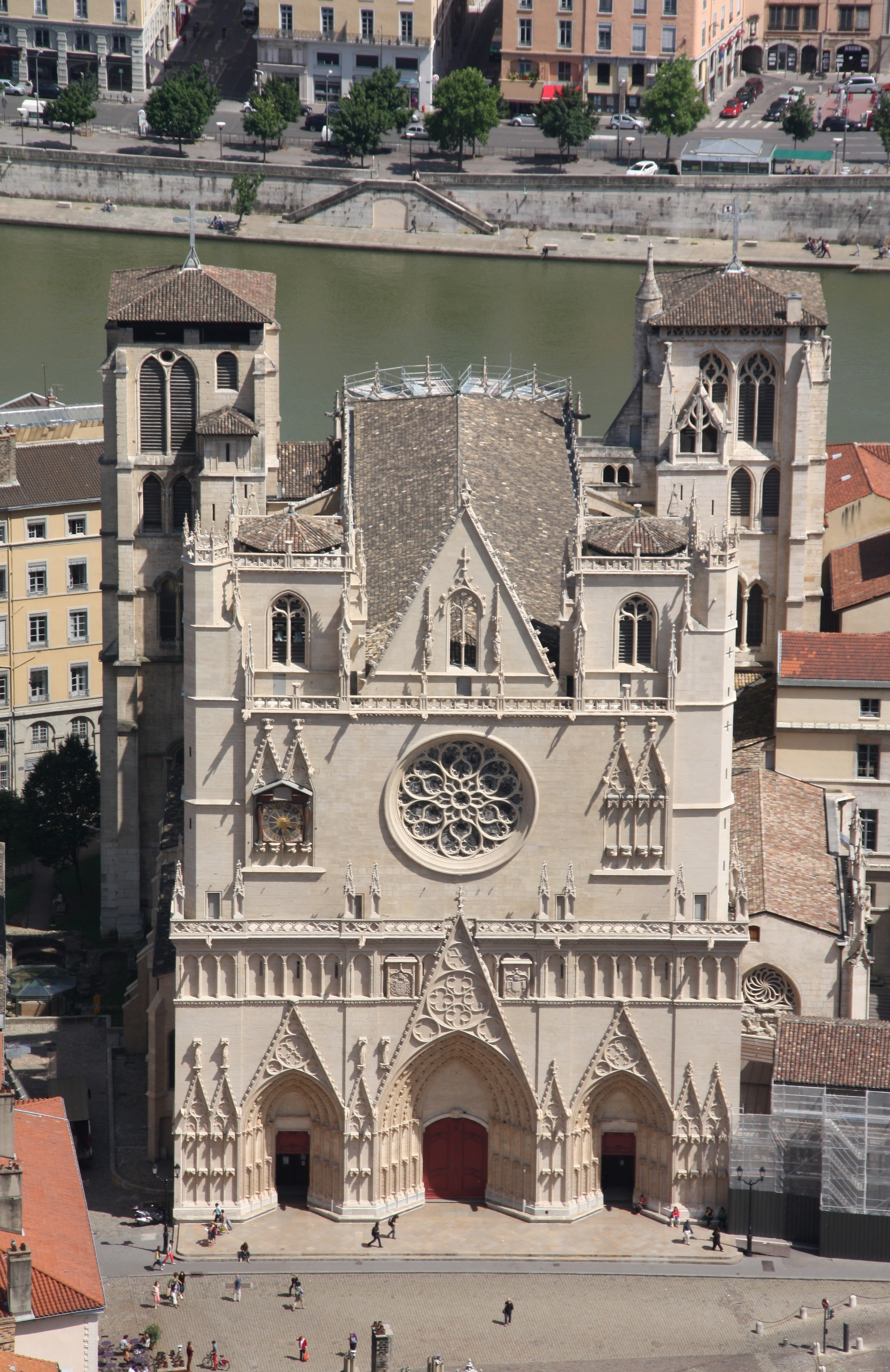
De kathedraal van Lyon

Het aartsbisdom binnen Frankrijk

Het aartsbisdom Lyon (Latijn: Archidiœcesis Lugdunensis; Frans: Archidiocèse de Lyon), voorheen het aartsbisdom Lyon-Vienne-Embrun, is een rooms-katholiek metropolitisch aartsbisdom in Frankrijk. De huidige aartsbisschop is Olivier Jacques Marie de Germay de Cirfontaine. Het aartsbisdom geldt als het oudste bisdom van Frankrijk en de aartsbisschop van Lyon wordt daarom Primaat van de Galliërs genoemd.
De kerkprovincie Lyon heeft een suffragaan aartsbisdom (Chambéry) en zes suffragane bisdommen:
- Annecy
- Belley-Ars
- Grenoble-Vienne
- Saint-Étienne
- Valence
- Viviers

## Cijfers
Het aartsbisdom heeft een oppervlakte van 5087 km² en omvat niet enkel het stedelijk gebied rond Lyon maar ook de meer landelijke streken van Beaujolais, Monts du Lyonnais en Roannais. Dit grondgebied omvat 293 gemeenten in Métropole de Lyon en het departement Rhône en 115 gemeenten in het departement Loire. Het aartsbisdom telt 120 parochies.
In 2019 telde het aartsbisdom 2.014.000 inwoners waarvan 64% katholiek was.

## Geschiedenis
De eerste christengemeenschappen in en rond Lugdunum (Lyon) ontstonden rond het jaar 150. Deze zouden zijn gesticht door afgezanten van Sint-Polycarpus, bisschop van Smyrna in Klein-Azië. De heilige Photinus van Lyon werd volgende overlevering de eerste bisschop van Lyon. In 177 werden hij en zijn metgezellen, waaronder de heilige Blandina (de zogenaamde 42 martelaren van Lyon), om het leven gebracht door de Romeinen. In de derde eeuw werd Lyon een aartsbisdom.
In 1245 en 1274 vonden twee oecumenische concilies plaats in Lyon. In de middeleeuwen hadden de aartsbisschoppen van Lyon ook aanzienlijke wereldlijke macht. Vanaf de 9e eeuw claimden de aartsbisschoppen en het kapittel van de kathedraal van Lyon het graafschap Lyon, wat hen in conflict bracht met de graven van Forez.  Door een verdrag in 1173 werd een scheidingslijn getrokken tussen de graafschappen Forez en Lyon, waar de aartsbisschoppen en het kapittel onbetwist de wereldlijke macht uitoefenden. Aan het begin van de 14e eeuw werd het graafschap Lyon opgenomen in het koninkrijk Frankrijk, maar de aartsbisschoppen bleven de titel van graaf van Lyon dragen. Dit bleef zo tot de Franse Revolutie.
Tussen 1822 en 2006 werd de naam aartsbisdom Lyon-Vienne gebezigd.